# Carlos Contreras Guillaume
Carlos Raúl Contreras Guillaume (Santiago, 2 de octubre de 1938-Puente Alto, 17 de abril de 2020) fue un futbolista profesional y entrenador chileno, histórico defensa del club Universidad de Chile.
Apodado Pluto por lo flaco, desgarbado y por su parecido al personaje de Walt Disney, se caracterizó por su férrea marca sobre los delanteros contrarios y por imponer respeto en su área. Cuando niño empezó a jugar de delantero, cuando llegó a las inferiores de Universidad de Chile pasó a ser un mediocampista y finalmente Luis Álamos lo ubicó como defensa central, como stopper por delante de Humberto Donoso, cuando esa posición no era conocida en las canchas nacionales. Su talento cruzó fronteras y su nombre sonó en el Real Madrid de España, pero en las negociaciones pesó la nacionalidad del uruguayo Santamaria.
Junto con Leonel Sánchez y Carlos Campos, fue el jugador que más títulos logró durante la década de 1960 en la Universidad de Chile, con nueve campeonatos.

## Biografía
Tuvo una infancia muy difícil y solitaria, pues su padre lo había abandonado cuando nació y su madre murió siendo él un niño.
En 1954 llegó a las inferiores de Universidad de Chile, donde obtuvo estabilidad. Formó parte del histórico equipo del Ballet Azul, el que ganó los campeonatos nacionales de 1959, 1962, 1964, 1965, 1967 y 1969. Formó una gran dupla en defensa con el central Humberto Donoso.
Jugó el mundial de fútbol celebrado en Chile 1962 con la selección chilena. Fue titular y obtuvo el tercer lugar, algo jamás igualado en su país, al derrotar a Yugoslavia. Sus últimos años en el fútbol los vivió en Antofagasta Portuario en 1970 y Ferroviarios en 1972.
Enfermo de Alzheimer y Parkinson, falleció a los 81 años en Puente Alto, la causa del deceso no fue confirmada.

## Selección nacional
Fue internacional en 44 partidos, 30 oficiales y 14 amistosos entre 1959 y 1966. Debutó en la selección chilena en 1959, en un partido amistoso ante Argentina que Chile ganó por 4-2. Durante el proceso para el Mundial de Chile 1962, fue parte del equipo B, pero fue uno de los tres que terminaron siendo incluidos en la lista final para el Mundial. Jugó el Mundial de Chile 1962 siendo titular y figura, mientras que se perdió el de Inglaterra 1966 por actos de indisciplina.

### Participaciones en Copas del Mundo
| Mundial              | Sede  | Resultado    | PJ |
| -------------------- | ----- | ------------ | -- |
| Copa Mundial de 1962 | Chile | Tercer lugar | 5  |

#### Participación en Clasificatorias a Copas del Mundo
| Eliminatorias                 | País       | Resultado   | Posición    | PJ |
| ----------------------------- | ---------- | ----------- | ----------- | -- |
| Eliminatorias Inglaterra 1966 | Inglaterra | Clasificado | 1.º Grupo 2 | 5  |

## Estadísticas

### Como jugador
| Club                         | Div.          | Temporada     | Liga  | Liga  | Copas nacionales | Copas nacionales | Torneos internacionales | Torneos internacionales | Total | Total |
| Club                         | Div.          | Temporada     | Part. | Goles | Part.            | Goles            | Part.                   | Goles                   | Part. | Goles |
| ---------------------------- | ------------- | ------------- | ----- | ----- | ---------------- | ---------------- | ----------------------- | ----------------------- | ----- | ----- |
| Universidad de Chile · Chile | 1ª            | 1958          | 13    | 1     | 1                | 0                | —                       | —                       | 14    | 1     |
| Universidad de Chile · Chile | 1ª            | 1959          | 25    | 0     | 6                | 1                | —                       | —                       | 31    | 1     |
| Universidad de Chile · Chile | 1ª            | 1960          | 23    | 0     | —                | —                | 2                       | 0                       | 25    | 0     |
| Universidad de Chile · Chile | 1ª            | 1961          | 25    | 1     | 1                | 0                | —                       | —                       | 26    | 1     |
| Universidad de Chile · Chile | 1ª            | 1962          | 24    | 1     | —                | —                | —                       | —                       | 24    | 1     |
| Universidad de Chile · Chile | 1ª            | 1963          | 9     | 0     | —                | —                | 4                       | 0                       | 13    | 0     |
| Universidad de Chile · Chile | 1ª            | 1964          | 17    | 0     | —                | —                | —                       | —                       | 17    | 0     |
| Universidad de Chile · Chile | 1ª            | 1965          | 22    | 0     | —                | —                | 4                       | 0                       | 26    | 0     |
| Universidad de Chile · Chile | 1ª            | 1966          | 9     | 0     | —                | —                | 3                       | 0                       | 12    | 0     |
| Universidad de Chile · Chile | 1ª            | 1967          | 24    | 0     | —                | —                | —                       | —                       | 24    | 0     |
| Universidad de Chile · Chile | 1ª            | 1968          | 8     | 0     | —                | —                | 2                       | 0                       | 10    | 0     |
| Universidad de Chile · Chile | 1ª            | 1969          | 3     | 0     | 1                | 0                | —                       | —                       | 4     | 0     |
| Universidad de Chile · Chile | Total club    | Total club    | 202   | 3     | 9                | 1                | 15                      | 0                       | 226   | 4     |
| Deportes Antofagasta · Chile | 1ª            | 1970          | 34    | 0     | —                | —                | —                       | —                       | 34    | 0     |
| Deportes Antofagasta · Chile | 1ª            | 1971          | 11    | 0     | —                | —                | —                       | —                       | 11    | 0     |
| Deportes Antofagasta · Chile | Total club    | Total club    | 45    | 0     | 0                | 0                | 0                       | 0                       | 45    | 0     |
| Total carrera                | Total carrera | Total carrera | 247   | 3     | 9                | 1                | 15                      | 0                       | 271   | 4     |
| 1. 2. 3.                     |               |               |       |       |                  |                  |                         |                         |       |       |

### Clubes como entrenador
| Club              | País  | Año       |
| ----------------- | ----- | --------- |
| Deportes Aviación | Chile | 1975-1976 |
| Rangers           | Chile | 1978      |
| Unión La Calera   | Chile | 1980-1981 |
| Curicó Unido      | Chile | 1983      |
| Santiago Morning  | Chile | 1984      |

## Palmarés

### Torneos locales oficiales
| Título               | Club                 | País  | Año  |
| -------------------- | -------------------- | ----- | ---- |
| Torneo Metropolitano | Universidad de Chile | Chile | 1968 |
| Torneo Metropolitano | Universidad de Chile | Chile | 1969 |

### Torneos nacionales oficiales
| Título                   | Club                 | País  | Año  |
| ------------------------ | -------------------- | ----- | ---- |
| Primera División         | Universidad de Chile | Chile | 1959 |
| Primera División         | Universidad de Chile | Chile | 1962 |
| Primera División         | Universidad de Chile | Chile | 1964 |
| Primera División         | Universidad de Chile | Chile | 1965 |
| Primera División         | Universidad de Chile | Chile | 1967 |
| Copa Francisco Candelori | Universidad de Chile | Chile | 1969 |
| Primera División         | Universidad de Chile | Chile | 1969 |

### Torneos internacionales oficiales
| Título                      | Equipo             | Sede  | Año  |
| --------------------------- | ------------------ | ----- | ---- |
| 3er lugar Copa Mundial 1962 | Selección de Chile | Chile | 1962 |

### Distinciones individuales
| Distinción                                                                                               | Año  |
| --- | ---- |
| Jugador Revelación del Fútbol Chileno                                                                    | 1958 |
| Mejor Central Derecho del Fútbol Chileno                                                                 | 1959 |
| Mejor Central Derecho del Fútbol Chileno                                                                 | 1961 |
| Mejor Central Derecho del Fútbol Chileno                                                                 | 1962 |
| Mejor Central Derecho del Fútbol Chileno                                                                 | 1964 |
| Mejor Central Derecho del Fútbol Chileno                                                                 | 1965 |
| Mejor Central Derecho del Fútbol Chileno                                                                 | 1967 |
| Homenaje por logro del 3.⁰ lugar en la Copa Mundial de Fútbol de 1962                                    | 2012 |
| Incluido en el equipo ideal de la historia de Universidad de Chile en votación de hinchas por La Tercera | 2013 |
| Incluido dentro de las 50 mejores figuras históricas de Universidad de Chile por AS.com                  | 2016 |
| Homenaje por logro del 3.⁰ lugar en la Copa Mundial de Fútbol de 1962 por Presidente de Chile            | 2017 |
| Incluido en el banco del equipo ideal de todos los tiempos de Universidad de Chile por El Mercurio       | 2018 |
| Premio "Sergio Livingston" por logro del 3.⁰ lugar en la Copa Mundial de Fútbol de 1962 por ANFP         | 2018 |
| Homenaje a la trayectoria por Universidad de Chile                                                       | 2019 |